# Nazionale maschile di beach soccer della Francia
La nazionale di beach soccer della Francia (Équipe de France de football de plage) rappresenta la Francia nelle competizioni internazionali di beach soccer ed è controllata dalla Federazione calcistica della Francia (FFF).

## Titoli
- Campionato mondiale di beach soccer: 1

2005
- Euro Beach Soccer League: 1

2004

## Squadra
Aggiornata al novembre 2007.
| N. |                    | Ruolo | Calciatore       |
| -- | ------------------ | ----- | ---------------- |
| 1  | Francia (bandiera) | P     | Jean-Marie Aubry |
| 2  | Francia (bandiera) | D     | Jean Saidou      |
| 3  | Francia (bandiera) | D     | Thierry Ottavy   |
| 4  | Francia (bandiera) | D     | Tony Ruggeri     |
| 5  | Francia (bandiera) | A     | Didier Samoun    |
| 6  | Francia (bandiera) | D     | Sebastien Perez  |

| N. |                    | Ruolo | Calciatore        |
| -- | ------------------ | ----- | ----------------- |
| 7  | Francia (bandiera) | A     | Grégory Tanagro   |
| 8  | Francia (bandiera) | D     | Stephane Francois |
| 9  | Francia (bandiera) | A     | Laurent Castro    |
| 10 | Francia (bandiera) | A     | Jairzinho Cardoso |
| 11 | Francia (bandiera) | A     | Jeremy Basquaise  |
| 12 | Francia (bandiera) | P     | Samir Belamri     |

- Allenatore:  Éric Cantona